# RapidSOS
RapidSOS — интеллектуальная платформа безопасности, которая надежно связывает данные с 9-1-1 и службами экстренного реагирования. Он соединяет более 500 миллионов устройств напрямую с более чем 15 000 службами экстренного реагирования. Основанная в 2012 году Майклом Мартином и Николасом Хореликом, компания RapidSOS сотрудничает с IoT- компаниями для повышения точности данных о вызывающих абонентах в центрах 9-1-1. Компания представила такие продукты, как RapidSOS Connect, RapidSOS Portal и RapidSOS Integrations. RapidSOS поддерживает рабочие отношения с такими компаниями, как Apple, Axon, Uber,Google, Cove, Simplisafe, Sirius XM и MedicAlert для облегчения реагирования на чрезвычайные ситуации..

## История
RapidSOS была основана в 2012 году Майклом Мартином и Николасом Хореликом для решения проблемы с данными службы экстренной помощи. У Мартина был личный опыт с трудностями вызова 9-1-1, когда его отец упал с крыши своего дома в Рокпорте, штат Индиана, сломав запястье и бедро. Отец Мартина не мог дозвониться до 9-1-1 со своего мобильного телефона и лежал на улице при минусовой температуре, пока его жена не пришла домой и не позвонила в 9-1-1 со своего стационарного телефона. Кроме того, Мартин приводит случай, который он пережил после первого переезда в Нью-Йорк, когда за ним внимательно следил человек с намерениями ограбить. Желая позвонить в службу 9-1-1, он заявляет, что «осознал, насколько трудно в разгар чрезвычайной ситуации достать телефон, набрать номер и вести связный разговор о том, кто вы, где вы находитесь и что происходит».
Первым продуктом RapidSOS было приложение для смартфонов Haven. Приложение дало пользователям возможность видеть местонахождение членов семьи в режиме реального времени, «отмечаться», чтобы отправлять свое местоположение своим близким, и звонить по номеру 9-1-1 от имени кого-то другого, отправив местоположение этого человека и личную информацию в ближайший к нему диспетчерский центр.
С 2012 по 2015 год RapidSOS изучила данные более 12 миллионов звонков в службу экстренной помощи. С 2016 по 2017 год RapidSOS начала тестировать свою платформу с данными о местоположении, работая с центрами экстренной связи (ECC) по всей стране. В 2018 году RapidSOS сотрудничала с Apple, чтобы позволить пользователям iPhone в США, которые звонят в службу экстренной помощи, автоматически и безопасно делиться данными о своем местоположении со службами экстренного реагирования через платформу RapidSOS. К концу года RapidSOS стала партнером Google для отправки данных Android ELS через платформу RapidSOS.
Платформа для совместного использования поездок Uber стала первым партнером RapidSOS, предоставившим дополнительные данные с интеграцией кнопки экстренного вызова в приложении и обновлениями местоположения в режиме реального времени. В 2020 году пользователи iPhone получили возможность подписаться на доставку информации о медицинском удостоверении в службу 911 через платформу RapidSOS. RapidSOS создал профиль Emergency Health Profile — бесплатный и безопасный способ для американцев обмениваться важными медицинскими данными в случае чрезвычайной ситуации.
В марте 2023 года американская онлайн- и мобильная платформа для заказа и доставки готовой еды Grubhub объявила о партнерстве с RapidSOS. Grubhub объявил, что партнерство повысит безопасность его водителей за счет обмена динамическими данными о местоположении, а также идентификатором вызывающего абонента непосредственно с 911, когда экстренный вызов поступает через приложение Grubhub for Divers.